# Svět zkázy
Svět zkázy je název knihy, která patří k literatuře žánru science-fiction z fiktivního světa Star Trek. Svými postavami i dějem náleží volně k televiznímu seriálu Star Trek: Nová generace. Originál knihy, z něhož byl pořízen český překlad, má anglický název Star Trek The Next Generation Doomsday World a pochází z roku 1990. Napsali ji společně čtyři američtí autoři: Carmen Carter, Peter David, Michael Jan Friedman a Robert Greenberger.

## Okolnosti vzniku knihy
Historie a pohnutky vedoucí k napsání knihy jsou podrobně popsány v předmluvě. Na schůzce organizované roku 1988 v New Yorku knižním vydavatelstvím Pocket Books pro spisovatele, autory Star Treku se čtveřice z přítomných dohodla na experimentu, napsání společné knihy. S různými problémy (většinou osobní povahy, pracovní zaneprázdněnost) hotovou knihu za 12 měsíců předali do tisku.

## Obsah
V příbězích ST Nová generace je kosmická loď Enterprise cestující vesmírem v 24. století. Na její palubě žije tisíc lidí. Kapitánem lodi je Jean-Luc Picard, pomáhají mu na velitelském můstku první důstojník William Riker, android Dat, lodní poradkyně Deanna Troi, slepý poručík šéfinženýr Geordi La Forge, šéf bezpečnosti Worf z Klingonu.
V samotné knize se k nim v roli důležitých postav přidávají archeoložka Nasa Coleridgeová ze Země, velvyslankyně Hvězdné federace Stephaleh z Andorianu a vůdci několika dalších zainteresovaných civilizací (Sullurhové, K´vinové).
Děj se odehrává převážně na planetě Kirlos, o jejíž vlastnictví se vedou spory plné intrik. Malý tým z Enterprise je přizván k archeologickým výzkumům jen proto, aby byl po sérii destrukcí budov obviněn z podněcování nepokojů a spojenectví Hvězdné federace v vládou planety bylo přerušeno. Enterprise byla zatím odlákána k plnění úkolů daleko ve vesmíru, aby svému výsadku nemohla poskytnout rychlou pomoc.
Postupem času se čtenář dozví, že se planety míní zmocnit násilnická rasa ze světa Ariantu, ze které se stávající společnost na Kirlosu před stovkami let vyvinula. Díky sabotážím dochází k četným úmrtím a je aktivován i smrtící zdroj energie v podzemí, který způsobí vznik černé díry, zánik mnoha kosmických lodí poblíž planety a téměř i vracející se Enterprise. Dat minutu před zánikem celé planety i okolí s pomocí Worfa stroj zničí.
Zbytky lodí Ariantu odlétají, na planetě se ustavuje nová vláda, spojenectví z Hvězdnou federací je zachráněno.

## České vydání knihy
Do češtiny knihu přeložil Radim Rouče a vydalo ji roku 2006 nakladatelství Laser-books z Plzně . Je to drobná brožura s tmavou obálkou, na titulní straně mimo titulek označená číslicí 12 (dvanáctá v číslované řadě knih Nové generace) a doplněná portréty Data a Georgiho s vizorem, v pozadí je planeta a kosmické lodě kolem ní. V edici SF Laseru je svazkem č.175.